# Leda
För andra betydelser, se Leda (olika betydelser).

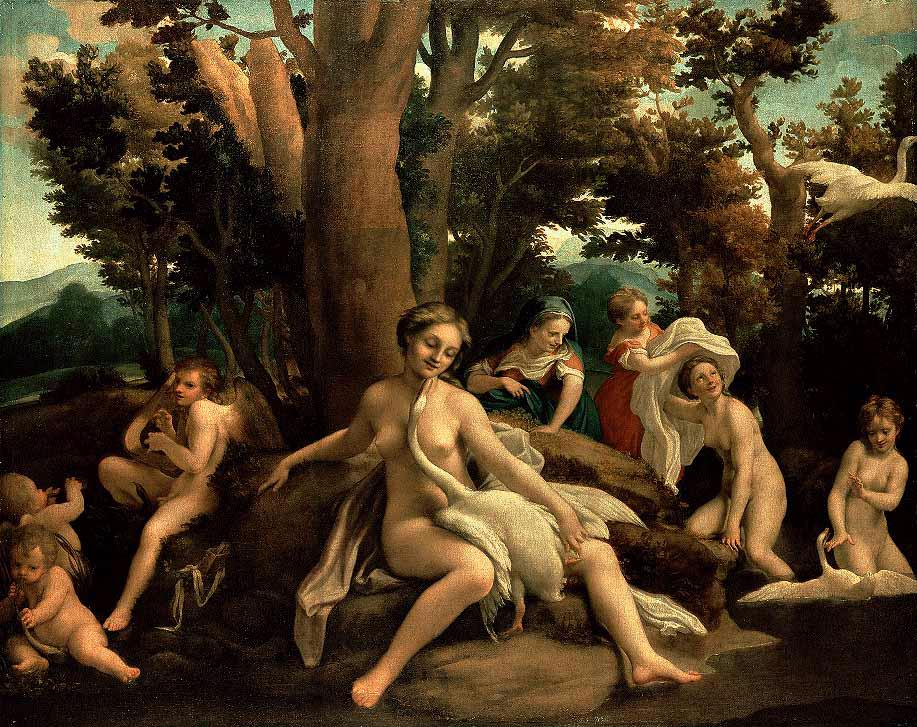
Leda och svanen, målning av Correggio (1531-1532).

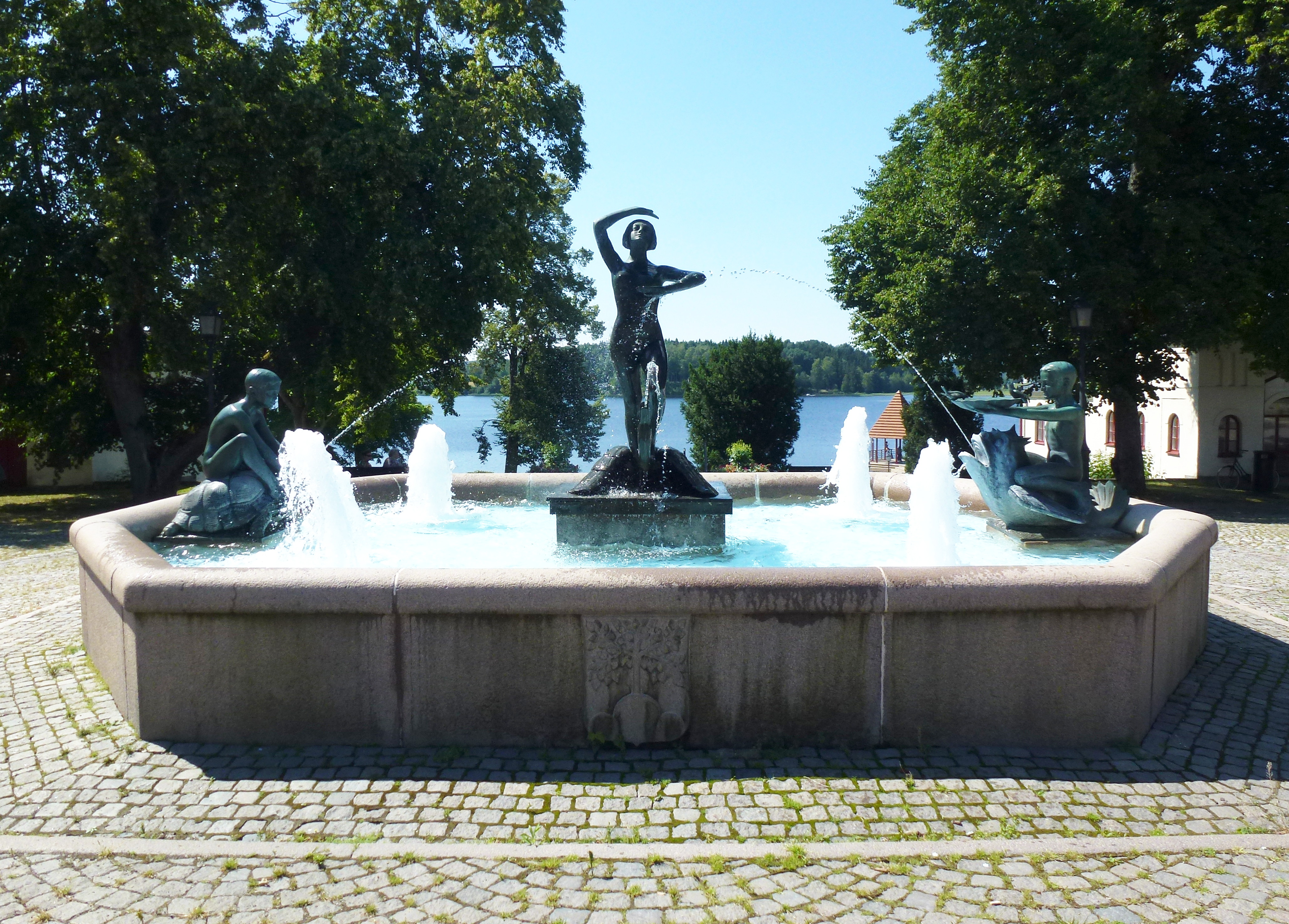
Leda och svanen, fontänskulptur på Rådhustorget i Lindesberg av Adolf Jonsson.

Leda med svanen vit figurin av Johann Carl Schönheit

Leda var i grekisk mytologi hustru till kung Tyndareos i Sparta.

## Mytologin
Den vackra drottning Leda förfördes av Zeus, som för tillfället var i gestalt av en svan, och födde (ur två ägg) två par tvillingar. Ur det ena ägget kläcktes Helena och Polydeukes (Pollux), ur det andra Klytaimnestra och Kastor (Castor). Zeus var far till Helena och Polydeukes vilka därigenom blev odödliga, medan Tyndareos var far till Klytaimnestra och Kastor vilka således var underkastade mänskliga lagar.
Leda hade ytterligare tre döttrar med Tyndareos: Timandra, Phoebe och Philonoe. 

## Leda i konsten
Leda och svanen är ett mycket vanligt konstmotiv genom tiderna. Det kanske största genomslaget har det fått inom exlibris-världen, där otaliga konstnärer har behandlat temat. Den framstående svenske exlibrisexperten Lars C. Stolt har gjort en omfattande analys av motivet och framlagt följande klassificering:
I. Ankommande svanar, eventuellt skyddande Leda mot örnen

IIa. Förspel, idyll eller jakt på Leda

IIb. Gäckande eller avvisande Leda

IIc. Lockande, utmanande eller jagande Leda

III. Samlag

a. Angripande svan, skräckslagen Leda, våldtäkt

b. Ointresserad eller motvillig Leda

c. Passiv eller blyg Leda

d. Aktiv eller liderlig Leda

e. Hämnande, våldtagande Leda

f. Samlag med blottad penis eller vulva

g. Samlag bakifrån

h. Oralt samlag (fellatio eller cunnilingus)

Motiven under III kan dessutom klassificeras
1. Stående Leda
2. Knästående Leda
3. Sittande Leda
4. Liggande Leda
IV. Efterspel, utmattad Leda och/eller svan

V. Zeus i dubbel skepnad, mansklädd svan

VI. Svanens hals och huvud utformade som penis

VII. Surrealistiska eller starkt stiliserade framställningar

VIII. Svan eller detalj därav endast som attribut, antydningar

IX. Travestier, svansubstitut och oklara Ledamotiv

X. Svart svan

XI. Flera svanar

XII. Skämtsamma framställningar